# Sheinwoodi
Az sheinwoodi a wenlocki földtörténeti kor két korszaka közül az első, amely 433,4 ± 0,8 millió évvel ezelőtt kezdődött a llandoveryi kor telychi korszaka után, és 430,5 ± 0,7 millió éve ért véget a homeri korszak előtt.
Nevét a közép-angliai Much Wenlock kisváros közelében lévő Sheinwood tanyáról kapta. A korszakot és az ezt megalapozó rétegtani emeletet egy brit geológus-kutatócsoport (Michael G. Bassett et al.) írta le 1975-ben.

## Meghatározása
A Nemzetközi Rétegtani Bizottság a sheinwoodi emelet alapját (a korszak végét) ezidáig nem határozta meg pontosan; valahol az 5. Acritarcha-biozóna alapja és a Pterospathodus amorphognathoides konodonta kihalása között helyezkedik el. Ez vélhetően a Cyrtograptus centrifugus graptolita-biozóna alapjának közelében található. Az emelet tetejét (a korszak végét) a Cyrtograptus lundgreni graptolita megjelenése jelzi.